# Somogyfajsz
Somogyfajsz (németül: Füssen) község Somogy vármegyében, a Kaposvári járásban.

## Fekvése
A falu a Boronka-melléki Tájvédelmi Körzet határán fekszik, a 6703-as út mentén, amely elvileg Kaposvár és Marcali vonzáskörzeteit hivatott összekötni, de több szakasza nehezen vagy korlátozottan járható földút. Osztopán felől a 6712-es út vezet a községbe.
Változatos növény- és állatvilága, a biodiverzitás magas foka teszi különlegessé a települést, amely a nevének tanúsága szerint már a honfoglalás korában is lakott lehetett (a Fajsz utótag Fajsz fejedelem nevét őrzi). Ezt bizonyítja a falu határában föltárt őskohó is, mely 1996 óta múzeum.

## Története

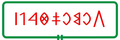
Somogyfajsz település rovástáblája

Somogyfajsz Árpád-kori település. Már a tatárjárás előtti korszakban létezett. Dénes nádor 1239 táján kelt ítéletlevele szerint a szentmártoni apátságnak itt 5 háza volt, amit Albeus mester esztergomi kanonok 1237-1240 körül kelt összeírása is említett.  1536-ban Fajszi Ferencz és Török Bálint voltak a földesurai. Ezután a falu elpusztult, és 1726-ban pusztaként a Lengyel és a Mérey családoké lett. 1733-ban Csák Mihály özvegye, Bakó Erzsébet birtoka volt, 1757-ben báró Révay Elek, majd 1767-1776-ban Jankovics Antal özvegye, szül. Fekete Juliánna volt Somogyfajsz földesura. 1835-ben a gróf Draskovich család birtokolta, 1856-ban pedig Kund Vincze. Később Kund Gusztávnak volt itt nagyobb birtoka és kastélya, melyet Kund Vincze 1872-ben építtetett.
1910-ben a falu 915 lakosából 902 magyar volt. Ebből 885 római katolikus, 7 református, 7 evangélikus, 15 izraelita volt.
A 20. század elején Somogy vármegye Marczali járásához tartozott.

## Közélete

### Önkormányzat
1969 és 1990 között Somogyfajsz és Pusztakovácsi közös tanácsot alkotott, melynek székhelye Pusztakovácsiban volt.
A két falu szétválására 1990. április 15-én került sor. Ekkor Somogyfajsz tanácselnöke Zsámbók István lett. Fél évvel később az önkormányzati voksoláson ugyanőt választották meg polgármesterré.

## Tanácselnökei
- 1990 április-október: Zsámbók István

### Polgármesterei
- 1990–1994: Zsámbók István (MSZP)[5]
- 1994–1998: Zsámbók István (MSZP)[6]
- 1998–1999: Zsámbók István (MSZP)[7]
- 1999–2002: Sall István (független)[8]
- 2002–2006: Sall István (független)[9]
- 2006–2010: Sall István (Somogyért Egyesület)[10]
- 2010–2014: Sall István (független)[11]
- 2014–2019: Sall István (független)[12]
- 2019–2024: Sall István (független)[13]
- 2024– : Sall István (független)[1]

| 1990–1994      | 1994–1998      | 1998–2002      | 1998–2002   | 2002–2006   | 2006–2010   | 2010–2014   | 2014–2019   | 2019–2024   | 2024–       |
| 1990–1994      | 1994–1998      | '98– '99       | '99–'02     | 2002–2006   | 2006–2010   | 2010–2014   | 2014–2019   | 2019–2024   | 2024–       |
| -------------- | -------------- | -------------- | ----------- | ----------- | ----------- | ----------- | ----------- | ----------- | ----------- |
| Zsámbók István | Zsámbók István | Zsámbók István | Sall István | Sall István | Sall István | Sall István | Sall István | Sall István | Sall István |
|                |                |                |             |             |             |             |             |             |             |
| MSZP           | MSZP           | MSZP           | –           | –           | Somogyért   | –           | –           | –           | –           |
|                |                |                |             |             |             |             |             |             |             |

#### Választások
| Önkormányzati választási alapadatok (1994–2014) | Önkormányzati választási alapadatok (1994–2014) | Önkormányzati választási alapadatok (1994–2014) | Önkormányzati választási alapadatok (1994–2014) | Önkormányzati választási alapadatok (1994–2014) | Önkormányzati választási alapadatok (1994–2014) | Önkormányzati választási alapadatok (1994–2014) |
| Év                                              | Lakók                                           | Lakók                                           | Polgármesteri tisztség                          | Polgármesteri tisztség                          | Képviselő-testület                              | Képviselő-testület                              |
| Év                                              | száma                                           | +/–                                             | jelöltek száma                                  | a hivatalban lévő indult?                       | testület létszáma                               | jelöltek száma                                  |
| ----------------------------------------------- | ----------------------------------------------- | ----------------------------------------------- | ----------------------------------------------- | ----------------------------------------------- | ----------------------------------------------- | ----------------------------------------------- |
| 1994                                            | 523                                             | 31                                              | 3                                               | ✓                                               | 5                                               | 18                                              |
| 1998                                            | 521                                             | −2                                              | 2                                               | ✓                                               | 5                                               | 14                                              |
| 1999                                            | n.a.                                            | n.a.                                            | 2                                               | ✗                                               | –                                               | –                                               |
| 2002                                            | 534                                             | 13                                              | 3                                               | ✓                                               | 5                                               | 22                                              |
| 2006                                            | 552                                             | 18                                              | 1                                               | ✓                                               | 5                                               | 14                                              |
| 2010                                            | 543                                             | −9                                              | 2                                               | ✓                                               | 4                                               | 11                                              |
| 2014                                            | 574                                             | 31                                              | 2                                               | ✓                                               | 4                                               | 9                                               |

| Részvétel az önkormányzati választásokon (1994-2014) | Részvétel az önkormányzati választásokon (1994-2014) | Részvétel az önkormányzati választásokon (1994-2014) | Részvétel az önkormányzati választásokon (1994-2014) | Részvétel az önkormányzati választásokon (1994-2014) | Részvétel az önkormányzati választásokon (1994-2014) | Részvétel az önkormányzati választásokon (1994-2014) |
| Év                                                   | Választó- jogosult                                   | Szavazó                                              | Szavazó                                              | Érvényes szavazat                                    | Érvény- telen                                        |                                                      |
| Év                                                   | Választó- jogosult                                   | fő                                                   | %                                                    | Érvényes szavazat                                    | Érvény- telen                                        |                                                      |
| ---------------------------------------------------- | ---------------------------------------------------- | ---------------------------------------------------- | ---------------------------------------------------- | ---------------------------------------------------- | ---------------------------------------------------- | ---------------------------------------------------- |
| 1994                                                 | 384                                                  | 293                                                  | 76,3%                                                | 291                                                  | 0,7%                                                 |                                                      |
| 1998                                                 | 389                                                  | 258                                                  | 66,3%                                                | 253                                                  | 1,9%                                                 |                                                      |
| 1999                                                 | 410                                                  | 232                                                  | 56,6%                                                | 225                                                  | 3,0%                                                 |                                                      |
| 2002                                                 | 395                                                  | 307                                                  | 77,7%                                                | 303                                                  | 1,3%                                                 |                                                      |
| 2006                                                 | 418                                                  | 242                                                  | 57,9%                                                | 219                                                  | 9,5%                                                 |                                                      |
| 2010                                                 | 415                                                  | 318                                                  | 76,6%                                                | 312                                                  | 1,9%                                                 |                                                      |
| 2014                                                 | 418                                                  | 318                                                  | 76,1%                                                | 310                                                  | 2,5%                                                 |                                                      |

| Év   | Megválasztott polgármester | Megválasztott polgármester | Szavazat | Szavazat             | Szavazat           | Szavazat                      | Előny a 2. előtt (%p) |
| Év   | név                        | szervezet                  | db       | jogosultak arányában | szavazók arányában | érvényes szavazatok arányában | Előny a 2. előtt (%p) |
| ---- | -------------------------- | -------------------------- | -------- | -------------------- | ------------------ | ----------------------------- | --------------------- |
| 1994 | Zsámbok István             | MSZP                       | 135      | 35,2%                | 46,1%              | 46,4%                         | 1,7                   |
| 1998 | Zsámbok István             | MSZP                       | 191      | 49,1%                | 74,0%              | 75,5%                         | 51,0                  |
| 1999 | Sall István                | független                  | 157      | 38,3%                | 67,7%              | 69,8%                         | 39,6                  |
| 2002 | Sall István                | független                  | 246      | 62,3%                | 80,1%              | 81,2%                         | 77,6                  |
| 2006 | Sall István                | Somogyért                  | 219      | 52,4%                | 90,5%              | 100,0%                        | -                     |
| 2010 | Sall István                | független                  | 175      | 42,2%                | 55,0%              | 56,1%                         | 12,2                  |
| 2014 | Sall István                | független                  | 218      | 52,2%                | 68,6%              | 70,3%                         | 40,6                  |

## Népesség
A település népességének változása:
| Lakosok száma | 567  | 576  | 555  | 544  | 510  | 487  | 485  |
|               | 2013 | 2014 | 2015 | 2021 | 2022 | 2023 | 2024 |

A 2011-es népszámlálás során a lakosok 94,6%-a magyarnak, 12,5% cigánynak, 0,9% görögnek, 0,4% horvátnak, 2,6% németnek, 0,7% románnak mondta magát (3,3% nem nyilatkozott; a kettős identitások miatt a végösszeg nagyobb lehet 100%-nál). A vallási megoszlás a következő volt: római katolikus 61,5%, református 3,7%, evangélikus 1,9%, görögkatolikus 0,2%, felekezet nélküli 14,9% (14,3% nem nyilatkozott).
2022-ben a lakosság 86,7%-a vallotta magát magyarnak, 6,3% cigánynak, 5,3% németnek, 0,8% ukránnak, 0,2% románnak, 0,2% horvátnak, 0,2% szerbnek, 4,5% egyéb, nem hazai nemzetiségűnek (9,8% nem nyilatkozott; a kettős identitások miatt a végösszeg nagyobb lehet 100%-nál). Vallásuk szerint 44,7% volt római katolikus, 2,7% református, 0,6% ortodox, 0,4% evangélikus, 0,2% görög katolikus, 0,6% egyéb keresztény, 1,8% egyéb katolikus, 22,4% felekezeten kívüli (26,7% nem válaszolt).

## Nevezetességei
- Kund-kastély és parkja (helyi védettség alatt): a kastély 1872-ben készült el a középnemesi Kund család rezidenciájaként. Ma a Somogy Természetvédelmi Szervezet központja. Hozzá tartozik még a család temetkezési helyéül épült Szent Vendel-kápolna.

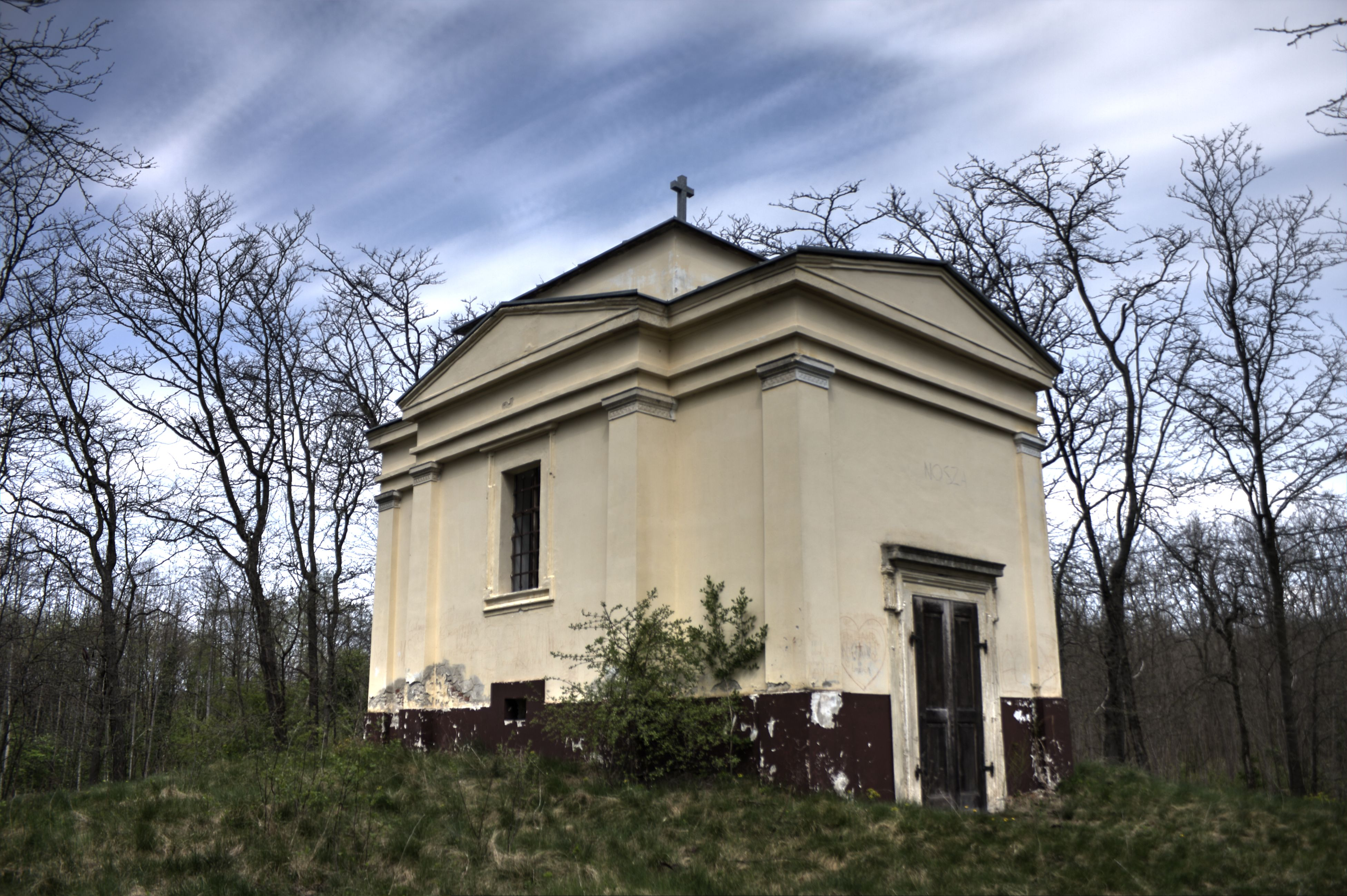
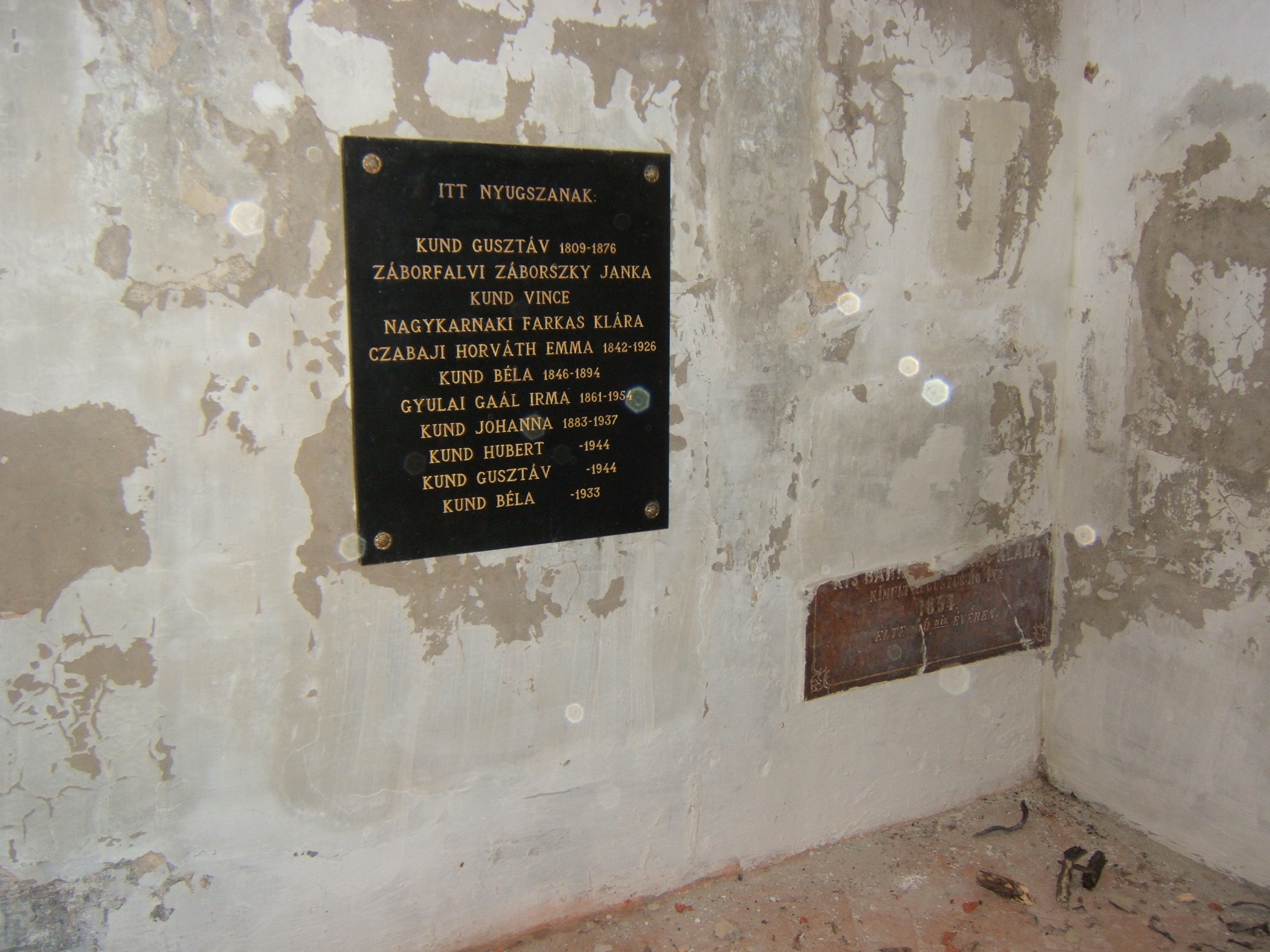
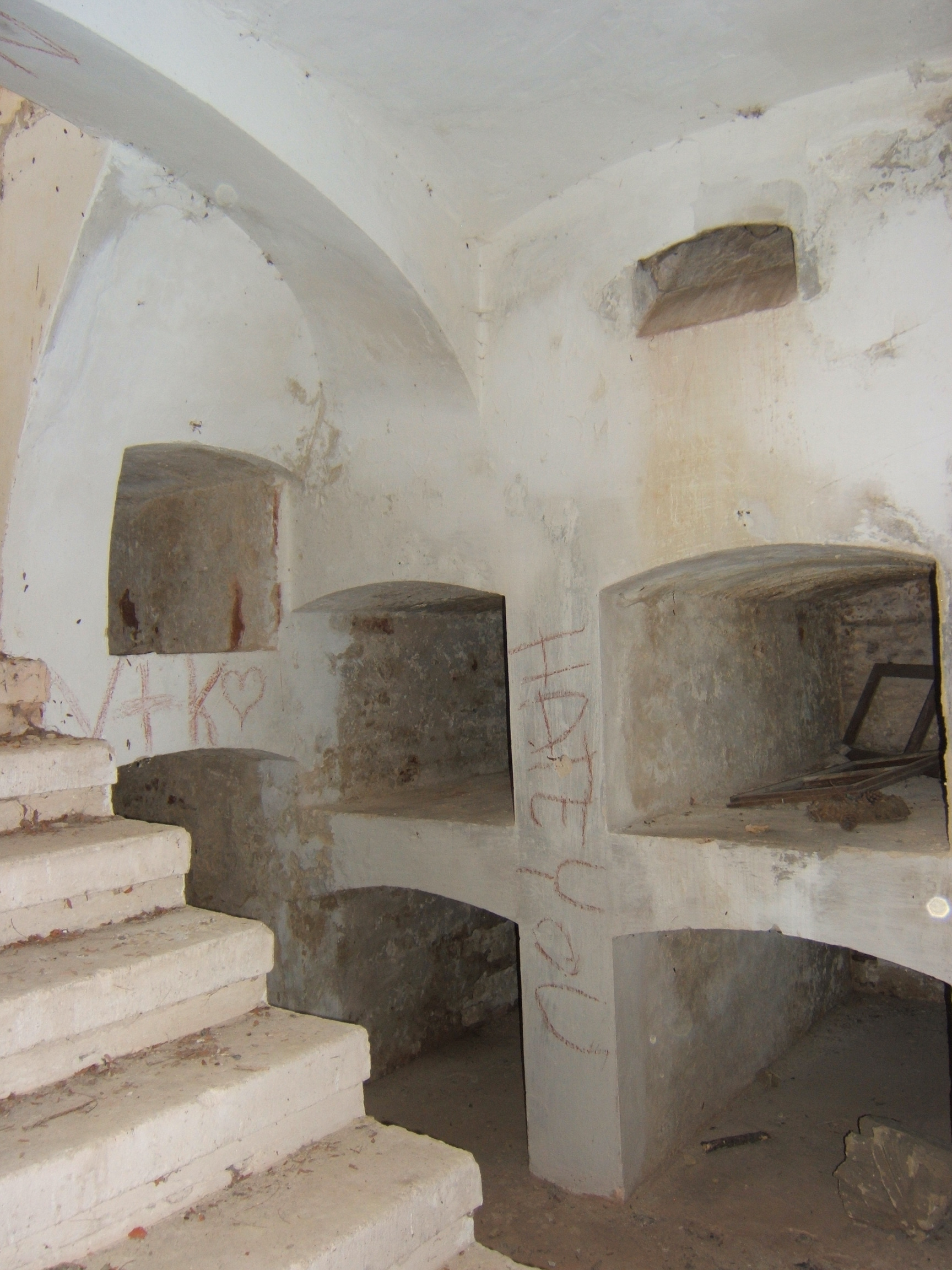

- Római katolikus (Krisztus király) templom – 1923-tól 1925-ig épült Lamping József tervei alapján.[21] Hatalmas ablakait Róth Miksa tervezte. A templom különlegessége még faragott szószéke, szobrai és a falakon elhelyezett kálvária-képek.
- Őskohó múzeum. A 9. századból származó kohókban állítólag a honfoglalás kori hadsereg (Fajsz fejedelem) fegyverei készültek. Az erdőben található látványos múzeumépületet a 20. században építették.
- Az egyik Somogyfajsz melletti tó valóságos madárparadicsom: belföldi és külföldi természetfotósok egyaránt szívesen felkeresik a madárlesekkel is ellátott, szinte érintetlen területet, ahol közel száz madárfaj él, köztük ritka és különleges példányok is.[22]
- A falutól nyugatra található a híres badányi kőris, amely az ország egyik legvastagabb törzsű kőrise.[23]

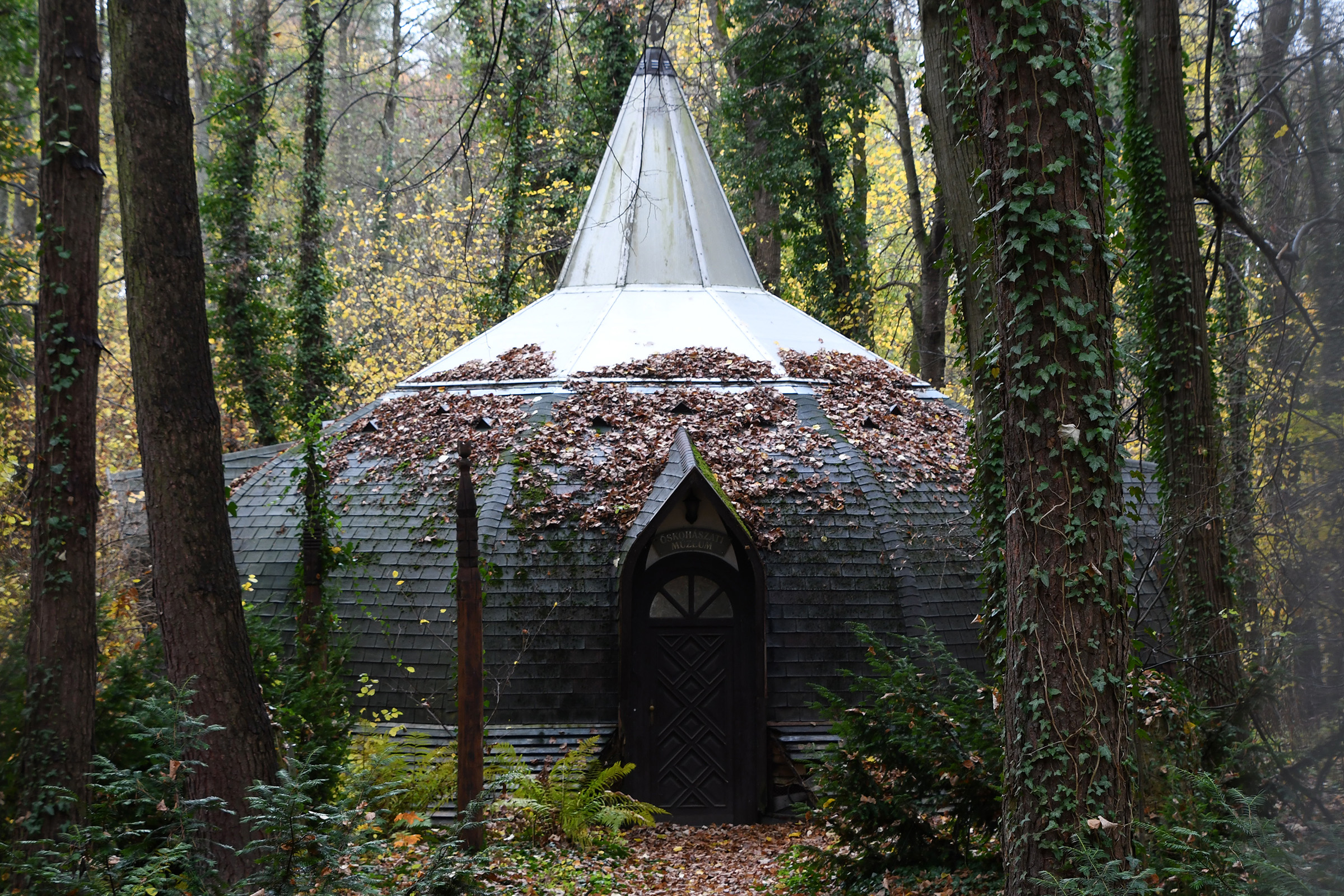
Az Őskohó Múzeum
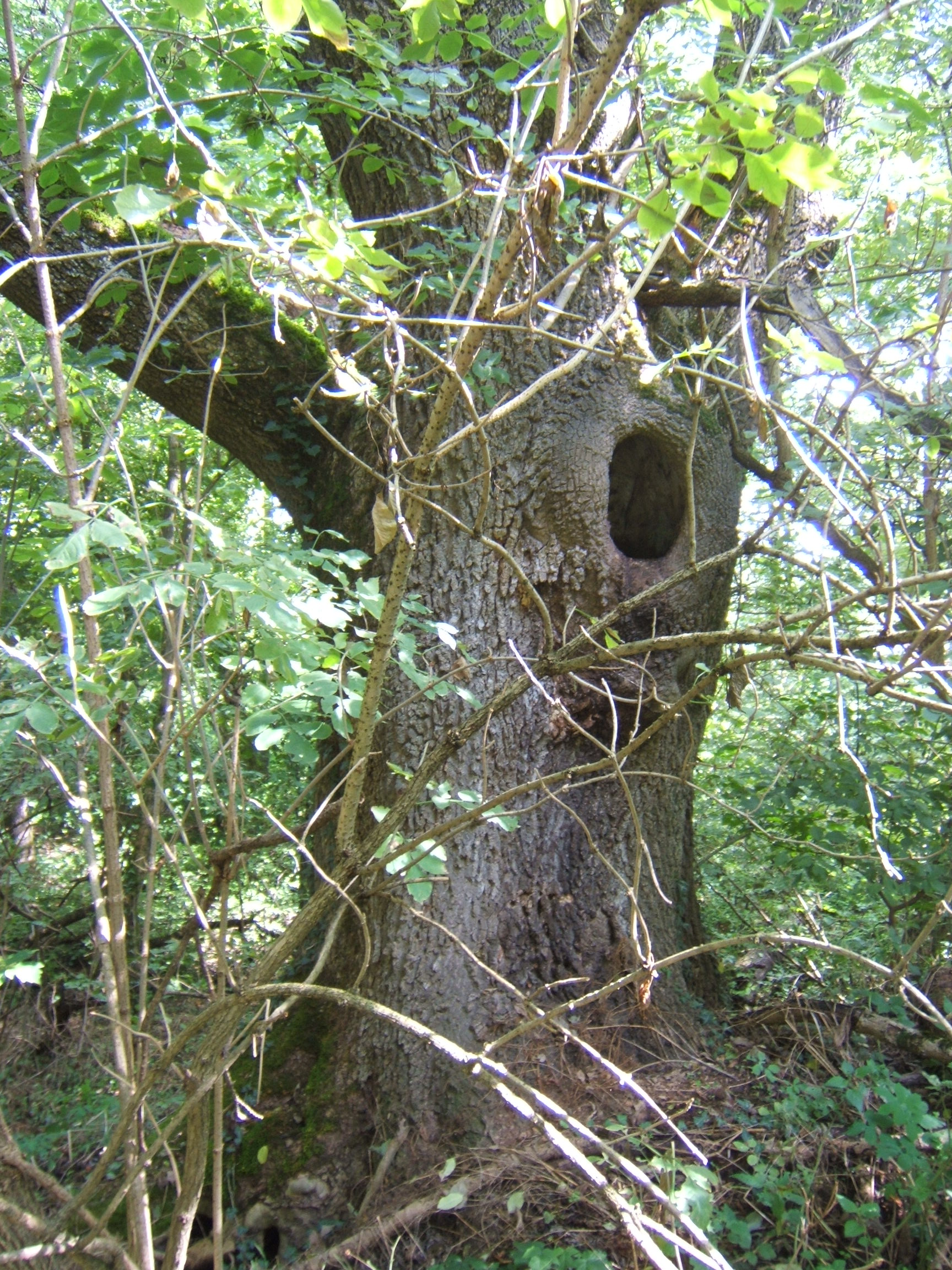
A badányi kőris 2017-ben

### Itt éltek
- Fekete István (1900-1970) író, aki itt írta több könyvét
- Ihász-Kovács Éva (1930-2013) népművelő, Fekete István-díjas költő, a Magyar Kultúra Lovagja
- Orbán Nándor katonatiszt, városparancsnok, öttusabajnok, az olimpiai keret tagja[24]
- Itt forgatták az Első szerelem című amerikai filmet.
- Nemes István (1947-2020) festőművész az utolsó éveit töltötte itt.

## A település az irodalomban
- A Somogyfajsz határában található „badányi kőris” nevű óriásfa szerepel Fekete István Hajnal Badányban című, 19. században játszódó regényében; a hatalmas faodút a szereplő fiatalok egyfajta „postaládaként” használják, üzeneteket hagyva benne egymásnak.
- Somogyfajsz az egyik helyszíne Berkesi András Hűség című történelmi-bűnügyi regényének. Nagyon valószínű, hogy a regénybeli község legalább részben fiktív; egyéb körülmények mellett például abból kiindulva, hogy vasúti megállóhelye van, amivel a valóságos Somogyfajsz soha nem rendelkezett.